# 東海林太郎音楽館
東海林太郎音楽館（しょうじたろうおんがくかん、英: Shoji Taro Music Museum）は、秋田県秋田市大町にある東海林太郎を顕彰する博物館。
第48代横綱・大鵬幸喜を顕彰する大鵬ギャラリーを併設。

## 概要
秋田新幹線開通を契機に町おこしの機運が高まったことがきっかけとなり、2005年8月1日に、菓子舗榮太楼のかつて喫茶店だった場所に、東海林太郎を顕彰する施設として開館した。所在地は東海林の生家に近く、かつ榮太楼社長の祖母は東海林と面識があった。
東海林にまつわる資料の公開のほか、生家の玄関先を移築し、実際に木戸をくぐることのできる工夫を施すなど、趣向を凝らした展示を行っている。展示資料は、2006年に東海林が最後の舞台で着た衣装が、2011年には東海林の顕彰に尽力した中村邦雄の遺品が寄贈されるなど、収蔵資料は増加の一途を辿っている。
主な展示資料は、東海林家生家玄関先、『満州に於ける産業組合』（論文）、ポスター、肖像画、直筆掛軸、直筆扇子、胸像原型、直筆色紙、各種記念写真、アルバム・レコード、勲章、手形色紙など。
館長を佐々木三知夫が、名誉館長を玉田元康が、副館長を東海林光樹、東海林良、林家たけ平が、学術顧問を刑部芳則、山本克彦、井上裕太が務め、特定非営利活動法人東海林太郎伝承会が運営を担っている。

## 利用情報
- 観覧料 :無料
- 開館時間 - 10:00 - 16:00
- 休館日 - 月曜日（月曜日が祝日の場合は翌日）、年末年始（12/29～1/3）、冬期間（1月～2月）